# Alexis Goslain
Alexis Goslain, né en 1976, est un comédien et metteur en scène belge.

## Biographie
Issu du Conservatoire royal de Bruxelles avec un premier prix en art dramatique et déclamation dans la classe de Bernard Marbaix et Charles Kleinberg, de 2000 à 2004, il fait ses armes au théâtre de la Toison d'or qu'il coordonne avec la Compagnie « Les Ex ». Il joue un peu partout et entre autres dans Dom Juan et La Reine Margot à Villers-la-Ville, dans Les Femmes savantes au Théâtre royal du Parc, dans Les Légendes de la forêt viennoise et Le Bourgeois gentilhomme au château du Karreveld, dans Garde à vue au Théâtre Le Public, dans Peter Pan à l'Atelier 210 et dans New York de Dominique Bréda aux Riches-Claires et en tournée. Fidèle au TTO, il y joue entre autres eXcit et Ciao ciao bambino ! de Sébastien Ministru.
Il co-écrit et joue avec Delphine Ysaye dans BoomeranG et écrit avec Dominique Bréda Intérieur jour et Les Dernières Volontés.
Se dirigeant vers la mise en scène, il signe entre autres celles de Musée haut, musée bas de Jean-Michel Ribes à l'Arrière-Scène et à la Comédie Claude Volter, Après la pluie de Belbel et dernièrement Bent de Martin Sherman au Centre Bruegel, Gilles et la Nuit de Hugo Claus au Théâtre Le Public, Dieu habite Düsseldorf aux Riches-Claires, On vit peu mais on meurt longtemps de Fabrizio Rongione et Samuel Tilman à la Toison d'Or, et Hostiles de Dominique Bréda à l'XL Théâtre. À la Comédie Volter il a assuré la mise en scène de Crime et Châtiment de Dostoïevski ainsi que L'Invité la saison dernière. Aux Riches-Claires il a fait la mise en scène de Sunderland de Clément Koch. Au Théâtre royal des Galeries, il a mis en scène Un drôle de père de Bernard Slade.
Il a été durant six ans pédagogue et assistant en section art dramatique au Conservatoire royal de Bruxelles.

## Filmographie

### Télévision
- 2007 : La Fille du chef, téléfilm de Sylvie Ayme
- 2007 : Septième Ciel Belgique, série télévisée

### Court-métrage
- 2000 : Le Mirage, court métrage de Claudio Serughetti
- 2004 : Croque-monsieur, court métrage de Martin Cambier

### Cinéma
- 2005 : J'aurais voulu être un danseur d'Alain Berliner
- 2008 : À peine de Damien Collet
- 2008 : Hors-cadre de Laurence Bibot
- 2012 : Mister Morgan with love de Sandra Nettelbeck